# Volta a Burgos de 2018
A 40.ª edição da Volta a Burgos celebrou-se entre o 7 e o 11 de agosto de 2018 com início na cidade de Burgos e final em Lagoas de Neila na província de Burgos na Espanha. O percurso constou de um total de 5 etapas sobre uma distância total de 775 km.
A carreira fez parte do circuito UCI Europe Tour de 2018 dentro da categoria 2.hc e foi vencida pelo ciclista colombiano Iván Ramiro Sosa da equipa Androni Giocattoli-Sidermec. O pódio completaram-no o ciclista colombiano Miguel Ángel López da equipa Astana e o ciclista espanhol David de la Cruz da equipa Sky.

## Equipas participantes
Tomaram parte na carreira 15 equipas: 4 de categoria UCI WorldTeam; 9 de categoria Profissional Continental; e 2 de categoria Continental. Formando assim um pelotão de 104 ciclistas dos que terminaram 94. As equipas participantes foram:
| Equipes WorldTeam (4)- Sky - Astana - Movistar Team - Dimension Data Equipes profissionais Continentais (9)- Burgos-BH - Euskadi Basque Country-Murias - Caja Rural-Seguros RGA - Delko-Marseille Provence-KTM - Direct Énergie - Fortuneo-Samsic - Androni Giocattoli-Sidermec - Nippo-Vini Fantini-Europa Ovini - Wilier Triestina-Selle Italia Equipes Continentais (2)- Polartec-Kometa - Fundación Euskadi |
| |

## Percorrido
A Volta a Burgos dispôs de cinco etapas etapas para um percurso total de 775 quilómetros.
| Etapa | Data    | Percurso                                                             | type            | Distância (km) | Vencedor           | Líder geral        |
| ----- | ------- | -------------------------------------------------------------------- | --------------- | -------------- | ------------------ | ------------------ |
| 1     | 7 ago.  | Burgos – Burgos                                                      | média montanha  | 157            | Francesco Gavazzi  | Francesco Gavazzi  |
| 2     | 8 ago.  | Belorado – Castrojeriz                                               | etapa escarpada | 163            | Matteo Moschetti   | Jon Aberasturi     |
| 3     | 9 ago.  | Sedano – Espinosa de los Monteros                                    | alta montanha   | 149            | Miguel Ángel López | Miguel Ángel López |
| 4     | 10 ago. | Monastery of San Pedro de Cardeña – Clunia                           | etapa escarpada | 165            | Carlos Barbero     | Miguel Ángel López |
| 5     | 11 ago. | Salas de los Infantes – Parque natural das Lagoas Glaciares de Neila | alta montanha   | 141            | Iván Ramiro Sosa   | Iván Ramiro Sosa   |

## Desenvolvimento da carreira

### 1.ª etapa
| Burgos - Burgos | média montanha | (157 km) |

| \| Classificação por etapas \| Classificação por etapas \| Classificação por etapas \| Classificação por etapas \| Classificação por etapas \| \| Ciclista \| Ciclista \| Equipe \| Tempo \| \| \| ------------------------ \| ------------------------ \| ------------------------------- \| ------------------------ \| ------------------------ \| \| 1. \| Francesco Gavazzi \| Androni Giocattoli-Sidermec \| 3h48m30s \| \| \| 2. \| Pello Bilbao \| Astana \| + 0s \| \| \| 3. \| Alex Aranburu \| Caja Rural-Seguros RGA \| + 0s \| \| \| 4. \| Marco Tizza \| Nippo-Vini Fantini-Europa Ovini \| + 0s \| \| \| 5. \| Jon Aberasturi \| Euskadi-Murias \| + 0s \| \| \| 6. \| Tao Geoghegan Hart \| Team Sky \| + 0s \| \| \| 7. \| Jonathan Lastra \| Caja Rural-Seguros RGA \| + 0s \| \| \| 8. \| Marco Canola \| Nippo-Vini Fantini-Europa Ovini \| + 5s \| \| \| 9. \| Garikoitz Bravo \| Euskadi-Murias \| + 5s \| \| \| 10. \| Merhawi Kudus \| Dimension Data \| + 5s \| \| |                    |                                 |          |
| |                    |                                 |          |
| Fonte: ProCyclingStats |                    |                                 |          |
| Classificação por etapas |                    |                                 |          |
| Ciclista | Ciclista           | Equipe                          | Tempo    |
| 1. | Francesco Gavazzi  | Androni Giocattoli-Sidermec     | 3h48m30s |
| 2. | Pello Bilbao       | Astana                          | + 0s     |
| 3. | Alex Aranburu      | Caja Rural-Seguros RGA          | + 0s     |
| 4. | Marco Tizza        | Nippo-Vini Fantini-Europa Ovini | + 0s     |
| 5. | Jon Aberasturi     | Euskadi-Murias                  | + 0s     |
| 6. | Tao Geoghegan Hart | Team Sky                        | + 0s     |
| 7. | Jonathan Lastra    | Caja Rural-Seguros RGA          | + 0s     |
| 8. | Marco Canola       | Nippo-Vini Fantini-Europa Ovini | + 5s     |
| 9. | Garikoitz Bravo    | Euskadi-Murias                  | + 5s     |
| 10. | Merhawi Kudus      | Dimension Data                  | + 5s     |

| \| Classificação geral \| Classificação geral \| Classificação geral \| Classificação geral \| Classificação geral \| \| Ciclista \| Ciclista \| Equipe \| Tempo \| \| \| ------------------- \| ------------------- \| ------------------------------- \| ------------------- \| ------------------- \| \| 1. \| Francesco Gavazzi \| Androni Giocattoli-Sidermec \| 3h48m30s \| \| \| 2. \| Pello Bilbao \| Astana \| + 0s \| \| \| 3. \| Alex Aranburu \| Caja Rural-Seguros RGA \| + 0s \| \| \| 4. \| Marco Tizza \| Nippo-Vini Fantini-Europa Ovini \| + 0s \| \| \| 5. \| Jon Aberasturi \| Euskadi-Murias \| + 0s \| \| \| 6. \| Tao Geoghegan Hart \| Team Sky \| + 0s \| \| \| 7. \| Jonathan Lastra \| Caja Rural-Seguros RGA \| + 0s \| \| \| 8. \| Marco Canola \| Nippo-Vini Fantini-Europa Ovini \| + 5s \| \| \| 9. \| Garikoitz Bravo \| Euskadi-Murias \| + 5s \| \| \| 10. \| Merhawi Kudus \| Dimension Data \| + 5s \| \| |                    |                                 |          |
| |                    |                                 |          |
| Fonte: ProCyclingStats |                    |                                 |          |
| Classificação geral |                    |                                 |          |
| Ciclista | Ciclista           | Equipe                          | Tempo    |
| 1. | Francesco Gavazzi  | Androni Giocattoli-Sidermec     | 3h48m30s |
| 2. | Pello Bilbao       | Astana                          | + 0s     |
| 3. | Alex Aranburu      | Caja Rural-Seguros RGA          | + 0s     |
| 4. | Marco Tizza        | Nippo-Vini Fantini-Europa Ovini | + 0s     |
| 5. | Jon Aberasturi     | Euskadi-Murias                  | + 0s     |
| 6. | Tao Geoghegan Hart | Team Sky                        | + 0s     |
| 7. | Jonathan Lastra    | Caja Rural-Seguros RGA          | + 0s     |
| 8. | Marco Canola       | Nippo-Vini Fantini-Europa Ovini | + 5s     |
| 9. | Garikoitz Bravo    | Euskadi-Murias                  | + 5s     |
| 10. | Merhawi Kudus      | Dimension Data                  | + 5s     |

### 2.ª etapa
| Belorado - Castrojeriz | etapa escarpada | (163 km) |

| \| Classificação por etapas \| Classificação por etapas \| Classificação por etapas \| Classificação por etapas \| Classificação por etapas \| \| Ciclista \| Ciclista \| Equipe \| Tempo \| \| \| ------------------------ \| ------------------------ \| ------------------------------- \| ------------------------ \| ------------------------ \| \| 1. \| Matteo Moschetti \| Polartec-Kometa \| 3h50m04s \| \| \| 2. \| Jon Aberasturi \| Euskadi-Murias \| + 0s \| \| \| 3. \| Davide Ballerini \| Androni Giocattoli-Sidermec \| + 0s \| \| \| 4. \| Nelson Soto \| Caja Rural-Seguros RGA \| + 0s \| \| \| 5. \| Marco Canola \| Nippo-Vini Fantini-Europa Ovini \| + 0s \| \| \| 6. \| Carlos Barbero \| Movistar Team \| + 0s \| \| \| 7. \| Yohann Gène \| Direct Énergie \| + 0s \| \| \| 8. \| Nicola Bagioli \| Nippo-Vini Fantini-Europa Ovini \| + 0s \| \| \| 9. \| Ángel Madrazo \| Delko-Marseille Provence-KTM \| + 0s \| \| \| 10. \| David de la Cruz \| Team Sky \| + 0s \| \| |                  |                                 |          |
| |                  |                                 |          |
| Fonte: ProCyclingStats |                  |                                 |          |
| Classificação por etapas |                  |                                 |          |
| Ciclista | Ciclista         | Equipe                          | Tempo    |
| 1. | Matteo Moschetti | Polartec-Kometa                 | 3h50m04s |
| 2. | Jon Aberasturi   | Euskadi-Murias                  | + 0s     |
| 3. | Davide Ballerini | Androni Giocattoli-Sidermec     | + 0s     |
| 4. | Nelson Soto      | Caja Rural-Seguros RGA          | + 0s     |
| 5. | Marco Canola     | Nippo-Vini Fantini-Europa Ovini | + 0s     |
| 6. | Carlos Barbero   | Movistar Team                   | + 0s     |
| 7. | Yohann Gène      | Direct Énergie                  | + 0s     |
| 8. | Nicola Bagioli   | Nippo-Vini Fantini-Europa Ovini | + 0s     |
| 9. | Ángel Madrazo    | Delko-Marseille Provence-KTM    | + 0s     |
| 10. | David de la Cruz | Team Sky                        | + 0s     |

| \| Classificação geral \| Classificação geral \| Classificação geral \| Classificação geral \| Classificação geral \| \| Ciclista \| Ciclista \| Equipe \| Tempo \| \| \| ------------------- \| ------------------- \| ------------------------------- \| ------------------- \| ------------------- \| \| 1. \| Jon Aberasturi \| Euskadi-Murias \| 7h38m34s \| \| \| 2. \| Tao Geoghegan Hart \| Team Sky \| + 0s \| \| \| 3. \| Pello Bilbao \| Astana \| + 0s \| \| \| 4. \| Francesco Gavazzi \| Androni Giocattoli-Sidermec \| + 0s \| \| \| 5. \| Jonathan Lastra \| Caja Rural-Seguros RGA \| + 0s \| \| \| 6. \| Alex Aranburu \| Caja Rural-Seguros RGA \| + 0s \| \| \| 7. \| Marco Tizza \| Nippo-Vini Fantini-Europa Ovini \| + 0s \| \| \| 8. \| Marco Canola \| Nippo-Vini Fantini-Europa Ovini \| + 5s \| \| \| 9. \| Merhawi Kudus \| Dimension Data \| + 5s \| \| \| 10. \| Garikoitz Bravo \| Euskadi-Murias \| + 5s \| \| |                    |                                 |          |
| |                    |                                 |          |
| Fonte: ProCyclingStats |                    |                                 |          |
| Classificação geral |                    |                                 |          |
| Ciclista | Ciclista           | Equipe                          | Tempo    |
| 1. | Jon Aberasturi     | Euskadi-Murias                  | 7h38m34s |
| 2. | Tao Geoghegan Hart | Team Sky                        | + 0s     |
| 3. | Pello Bilbao       | Astana                          | + 0s     |
| 4. | Francesco Gavazzi  | Androni Giocattoli-Sidermec     | + 0s     |
| 5. | Jonathan Lastra    | Caja Rural-Seguros RGA          | + 0s     |
| 6. | Alex Aranburu      | Caja Rural-Seguros RGA          | + 0s     |
| 7. | Marco Tizza        | Nippo-Vini Fantini-Europa Ovini | + 0s     |
| 8. | Marco Canola       | Nippo-Vini Fantini-Europa Ovini | + 5s     |
| 9. | Merhawi Kudus      | Dimension Data                  | + 5s     |
| 10. | Garikoitz Bravo    | Euskadi-Murias                  | + 5s     |

### 3.ª etapa
| Sedano - Espinosa de los Monteros | alta montanha | (149 km) |

| \| Classificação por etapas \| Classificação por etapas \| Classificação por etapas \| Classificação por etapas \| Classificação por etapas \| \| Ciclista \| Ciclista \| Equipe \| Tempo \| \| \| ------------------------ \| ------------------------ \| --------------------------- \| ------------------------ \| ------------------------ \| \| 1. \| Miguel Ángel López \| Astana \| 3h59m30s \| \| \| 2. \| Iván Ramiro Sosa \| Androni Giocattoli-Sidermec \| + 0s \| \| \| 3. \| David de la Cruz \| Team Sky \| + 32s \| \| \| 4. \| Merhawi Kudus \| Dimension Data \| + 32s \| \| \| 5. \| Igor Antón \| Dimension Data \| + 32s \| \| \| 6. \| Tao Geoghegan Hart \| Team Sky \| + 52s \| \| \| 7. \| Pello Bilbao \| Astana \| + 57s \| \| \| 8. \| Rein Taaramäe \| Direct Énergie \| + 1m04s \| \| \| 9. \| Sergio Pardilla \| Caja Rural-Seguros RGA \| + 1m06s \| \| \| 10. \| Nick Schultz \| Caja Rural-Seguros RGA \| + 1m22s \| \| |                    |                             |          |
| |                    |                             |          |
| Fonte: ProCyclingStats |                    |                             |          |
| Classificação por etapas |                    |                             |          |
| Ciclista | Ciclista           | Equipe                      | Tempo    |
| 1. | Miguel Ángel López | Astana                      | 3h59m30s |
| 2. | Iván Ramiro Sosa   | Androni Giocattoli-Sidermec | + 0s     |
| 3. | David de la Cruz   | Team Sky                    | + 32s    |
| 4. | Merhawi Kudus      | Dimension Data              | + 32s    |
| 5. | Igor Antón         | Dimension Data              | + 32s    |
| 6. | Tao Geoghegan Hart | Team Sky                    | + 52s    |
| 7. | Pello Bilbao       | Astana                      | + 57s    |
| 8. | Rein Taaramäe      | Direct Énergie              | + 1m04s  |
| 9. | Sergio Pardilla    | Caja Rural-Seguros RGA      | + 1m06s  |
| 10. | Nick Schultz       | Caja Rural-Seguros RGA      | + 1m22s  |

| \| Classificação geral \| Classificação geral \| Classificação geral \| Classificação geral \| Classificação geral \| \| Ciclista \| Ciclista \| Equipe \| Tempo \| \| \| ------------------- \| ------------------- \| --------------------------- \| ------------------- \| ------------------- \| \| 1. \| Miguel Ángel López \| Astana \| 11h38m14s \| \| \| 2. \| Iván Ramiro Sosa \| Androni Giocattoli-Sidermec \| + 2s \| \| \| 3. \| Merhawi Kudus \| Dimension Data \| + 27s \| \| \| 4. \| David de la Cruz \| Team Sky \| + 34s \| \| \| 5. \| Igor Antón \| Dimension Data \| + 34s \| \| \| 6. \| Tao Geoghegan Hart \| Team Sky \| + 42s \| \| \| 7. \| Pello Bilbao \| Astana \| + 47s \| \| \| 8. \| Sergio Pardilla \| Caja Rural-Seguros RGA \| + 1m08s \| \| \| 9. \| Louis Meintjes \| Dimension Data \| + 1m36s \| \| \| 10. \| Alex Aranburu \| Caja Rural-Seguros RGA \| + 1m39s \| \| |                    |                             |           |
| |                    |                             |           |
| Fonte: ProCyclingStats |                    |                             |           |
| Classificação geral |                    |                             |           |
| Ciclista | Ciclista           | Equipe                      | Tempo     |
| 1. | Miguel Ángel López | Astana                      | 11h38m14s |
| 2. | Iván Ramiro Sosa   | Androni Giocattoli-Sidermec | + 2s      |
| 3. | Merhawi Kudus      | Dimension Data              | + 27s     |
| 4. | David de la Cruz   | Team Sky                    | + 34s     |
| 5. | Igor Antón         | Dimension Data              | + 34s     |
| 6. | Tao Geoghegan Hart | Team Sky                    | + 42s     |
| 7. | Pello Bilbao       | Astana                      | + 47s     |
| 8. | Sergio Pardilla    | Caja Rural-Seguros RGA      | + 1m08s   |
| 9. | Louis Meintjes     | Dimension Data              | + 1m36s   |
| 10. | Alex Aranburu      | Caja Rural-Seguros RGA      | + 1m39s   |

### 4.ª etapa
| Monastery of San Pedro de Cardeña - Clunia | etapa escarpada | (165 km) |

| \| Classificação por etapas \| Classificação por etapas \| Classificação por etapas \| Classificação por etapas \| Classificação por etapas \| \| Ciclista \| Ciclista \| Equipe \| Tempo \| \| \| ------------------------ \| ------------------------ \| ------------------------------- \| ------------------------ \| ------------------------ \| \| 1. \| Carlos Barbero \| Movistar Team \| 3h55m44s \| \| \| 2. \| Marco Tizza \| Nippo-Vini Fantini-Europa Ovini \| + 0s \| \| \| 3. \| Nicola Bagioli \| Nippo-Vini Fantini-Europa Ovini \| + 0s \| \| \| 4. \| Tao Geoghegan Hart \| Team Sky \| + 0s \| \| \| 5. \| Merhawi Kudus \| Dimension Data \| + 0s \| \| \| 6. \| Jonathan Lastra \| Caja Rural-Seguros RGA \| + 0s \| \| \| 7. \| Miguel Ángel López \| Astana \| + 0s \| \| \| 8. \| David de la Cruz \| Team Sky \| + 0s \| \| \| 9. \| Alex Aranburu \| Caja Rural-Seguros RGA \| + 0s \| \| \| 10. \| Jérémy Leveau \| Delko-Marseille Provence-KTM \| + 0s \| \| |                    |                                 |          |
| |                    |                                 |          |
| Fonte: ProCyclingStats |                    |                                 |          |
| Classificação por etapas |                    |                                 |          |
| Ciclista | Ciclista           | Equipe                          | Tempo    |
| 1. | Carlos Barbero     | Movistar Team                   | 3h55m44s |
| 2. | Marco Tizza        | Nippo-Vini Fantini-Europa Ovini | + 0s     |
| 3. | Nicola Bagioli     | Nippo-Vini Fantini-Europa Ovini | + 0s     |
| 4. | Tao Geoghegan Hart | Team Sky                        | + 0s     |
| 5. | Merhawi Kudus      | Dimension Data                  | + 0s     |
| 6. | Jonathan Lastra    | Caja Rural-Seguros RGA          | + 0s     |
| 7. | Miguel Ángel López | Astana                          | + 0s     |
| 8. | David de la Cruz   | Team Sky                        | + 0s     |
| 9. | Alex Aranburu      | Caja Rural-Seguros RGA          | + 0s     |
| 10. | Jérémy Leveau      | Delko-Marseille Provence-KTM    | + 0s     |

| \| Classificação geral \| Classificação geral \| Classificação geral \| Classificação geral \| Classificação geral \| \| Ciclista \| Ciclista \| Equipe \| Tempo \| \| \| ------------------- \| ------------------- \| --------------------------- \| ------------------- \| ------------------- \| \| 1. \| Miguel Ángel López \| Astana \| 15h33m58s \| \| \| 2. \| Iván Ramiro Sosa \| Androni Giocattoli-Sidermec \| + 2s \| \| \| 3. \| Merhawi Kudus \| Dimension Data \| + 27s \| \| \| 4. \| David de la Cruz \| Team Sky \| + 34s \| \| \| 5. \| Igor Antón \| Dimension Data \| + 34s \| \| \| 6. \| Tao Geoghegan Hart \| Team Sky \| + 42s \| \| \| 7. \| Pello Bilbao \| Astana \| + 47s \| \| \| 8. \| Sergio Pardilla \| Caja Rural-Seguros RGA \| + 1m08s \| \| \| 9. \| Louis Meintjes \| Dimension Data \| + 1m36s \| \| \| 10. \| Alex Aranburu \| Caja Rural-Seguros RGA \| + 1m39s \| \| |                    |                             |           |
| |                    |                             |           |
| Fonte: ProCyclingStats |                    |                             |           |
| Classificação geral |                    |                             |           |
| Ciclista | Ciclista           | Equipe                      | Tempo     |
| 1. | Miguel Ángel López | Astana                      | 15h33m58s |
| 2. | Iván Ramiro Sosa   | Androni Giocattoli-Sidermec | + 2s      |
| 3. | Merhawi Kudus      | Dimension Data              | + 27s     |
| 4. | David de la Cruz   | Team Sky                    | + 34s     |
| 5. | Igor Antón         | Dimension Data              | + 34s     |
| 6. | Tao Geoghegan Hart | Team Sky                    | + 42s     |
| 7. | Pello Bilbao       | Astana                      | + 47s     |
| 8. | Sergio Pardilla    | Caja Rural-Seguros RGA      | + 1m08s   |
| 9. | Louis Meintjes     | Dimension Data              | + 1m36s   |
| 10. | Alex Aranburu      | Caja Rural-Seguros RGA      | + 1m39s   |

### 5.ª etapa
| Salas de los Infantes - Parque natural das Lagoas Glaciares de Neila | alta montanha | (141 km) |

| \| Classificação por etapas \| Classificação por etapas \| Classificação por etapas \| Classificação por etapas \| Classificação por etapas \| \| Ciclista \| Ciclista \| Equipe \| Tempo \| \| \| ------------------------ \| ------------------------ \| ------------------------------- \| ------------------------ \| ------------------------ \| \| 1. \| Iván Ramiro Sosa \| Androni Giocattoli-Sidermec \| 3h26m37s \| \| \| 2. \| Miguel Ángel López \| Astana \| + 19s \| \| \| 3. \| Sergio Pardilla \| Caja Rural-Seguros RGA \| + 21s \| \| \| 4. \| David de la Cruz \| Team Sky \| + 21s \| \| \| 5. \| Igor Antón \| Dimension Data \| + 32s \| \| \| 6. \| Sebastián Henao \| Team Sky \| + 45s \| \| \| 7. \| Tao Geoghegan Hart \| Team Sky \| + 45s \| \| \| 8. \| Kenny Elissonde \| Team Sky \| + 47s \| \| \| 9. \| Filippo Zaccanti \| Nippo-Vini Fantini-Europa Ovini \| + 52s \| \| \| 10. \| Louis Meintjes \| Dimension Data \| + 59s \| \| |                    |                                 |          |
| |                    |                                 |          |
| Fonte: ProCyclingStats |                    |                                 |          |
| Classificação por etapas |                    |                                 |          |
| Ciclista | Ciclista           | Equipe                          | Tempo    |
| 1. | Iván Ramiro Sosa   | Androni Giocattoli-Sidermec     | 3h26m37s |
| 2. | Miguel Ángel López | Astana                          | + 19s    |
| 3. | Sergio Pardilla    | Caja Rural-Seguros RGA          | + 21s    |
| 4. | David de la Cruz   | Team Sky                        | + 21s    |
| 5. | Igor Antón         | Dimension Data                  | + 32s    |
| 6. | Sebastián Henao    | Team Sky                        | + 45s    |
| 7. | Tao Geoghegan Hart | Team Sky                        | + 45s    |
| 8. | Kenny Elissonde    | Team Sky                        | + 47s    |
| 9. | Filippo Zaccanti   | Nippo-Vini Fantini-Europa Ovini | + 52s    |
| 10. | Louis Meintjes     | Dimension Data                  | + 59s    |

## Classificações finais
- As classificações finalizaram da seguinte forma:[3]

### Classificação geral
| \| Classificação geral \| Classificação geral \| Classificação geral \| Classificação geral \| Classificação geral \| \| Ciclista \| Ciclista \| Equipe \| Tempo \| \| \| ------------------- \| ------------------- \| --------------------------- \| ------------------- \| ------------------- \| \| 1. \| Iván Ramiro Sosa \| Androni Giocattoli-Sidermec \| 19h00m37s \| \| \| 2. \| Miguel Ángel López \| Astana \| + 17s \| \| \| 3. \| David de la Cruz \| Team Sky \| + 53s \| \| \| 4. \| Igor Antón \| Dimension Data \| + 1m04s \| \| \| 5. \| Tao Geoghegan Hart \| Team Sky \| + 1m25s \| \| \| 6. \| Sergio Pardilla \| Caja Rural-Seguros RGA \| + 1m27s \| \| \| 7. \| Merhawi Kudus \| Dimension Data \| + 1m41s \| \| \| 8. \| Sebastián Henao \| Team Sky \| + 2m33s \| \| \| 9. \| Louis Meintjes \| Dimension Data \| + 2m33s \| \| \| 10. \| Kenny Elissonde \| Team Sky \| + 2m57s \| \| |                    |                             |           |
| |                    |                             |           |
| Fonte: ProCyclingStats |                    |                             |           |
| Classificação geral |                    |                             |           |
| Ciclista | Ciclista           | Equipe                      | Tempo     |
| 1. | Iván Ramiro Sosa   | Androni Giocattoli-Sidermec | 19h00m37s |
| 2. | Miguel Ángel López | Astana                      | + 17s     |
| 3. | David de la Cruz   | Team Sky                    | + 53s     |
| 4. | Igor Antón         | Dimension Data              | + 1m04s   |
| 5. | Tao Geoghegan Hart | Team Sky                    | + 1m25s   |
| 6. | Sergio Pardilla    | Caja Rural-Seguros RGA      | + 1m27s   |
| 7. | Merhawi Kudus      | Dimension Data              | + 1m41s   |
| 8. | Sebastián Henao    | Team Sky                    | + 2m33s   |
| 9. | Louis Meintjes     | Dimension Data              | + 2m33s   |
| 10. | Kenny Elissonde    | Team Sky                    | + 2m57s   |

### Classificação por pontos
| Classificação por pontos | Classificação por pontos | Classificação por pontos        | Classificação por pontos | Classificação por pontos |
| Ciclista                 | Ciclista                 | Equipe                          | Pontos                   |                          |
| ------------------------ | ------------------------ | ------------------------------- | ------------------------ | ------------------------ |
| 1.                       | Miguel Ángel López       | Astana                          | 57 pts                   |                          |
| 2.                       | Iván Ramiro Sosa         | Androni Giocattoli-Sidermec     | 45 pts                   |                          |
| 3.                       | David de la Cruz         | Team Sky                        | 44 pts                   |                          |
| 4.                       | Tao Geoghegan Hart       | Team Sky                        | 43 pts                   |                          |
| 5.                       | Jon Aberasturi           | Euskadi-Murias                  | 36 pts                   |                          |
| 6.                       | Carlos Barbero           | Movistar Team                   | 35 pts                   |                          |
| 7.                       | Merhawi Kudus            | Dimension Data                  | 35 pts                   |                          |
| 8.                       | Marco Tizza              | Nippo-Vini Fantini-Europa Ovini | 34 pts                   |                          |
| 9.                       | Francesco Gavazzi        | Androni Giocattoli-Sidermec     | 30 pts                   |                          |
| 10.                      | Pello Bilbao             | Astana                          | 29 pts                   |                          |

### Classificação da montanha
| Classificação da montanha | Classificação da montanha | Classificação da montanha   | Classificação da montanha | Classificação da montanha |
| Ciclista                  | Ciclista                  | Equipe                      | Pontos                    |                           |
| ------------------------- | ------------------------- | --------------------------- | ------------------------- | ------------------------- |
| 1.                        | Iván Ramiro Sosa          | Androni Giocattoli-Sidermec | 55 pts                    |                           |
| 2.                        | Miguel Ángel López        | Astana                      | 55 pts                    |                           |
| 3.                        | Pablo Torres              | Burgos-BH                   | 44 pts                    |                           |
| 4.                        | David de la Cruz          | Team Sky                    | 36 pts                    |                           |
| 5.                        | Igor Antón                | Dimension Data              | 24 pts                    |                           |
| 6.                        | Sergio Pardilla           | Caja Rural-Seguros RGA      | 24 pts                    |                           |
| 7.                        | Tao Geoghegan Hart        | Team Sky                    | 18 pts                    |                           |
| 8.                        | Sindre Lunke              | Fortuneo-Samsic             | 18 pts                    |                           |
| 9.                        | Merhawi Kudus             | Dimension Data              | 16 pts                    |                           |
| 10.                       | Lluís Mas                 | Caja Rural-Seguros RGA      | 14 pts                    |                           |

### Classificação dos jovens
| Classificação dos jovens | Classificação dos jovens | Classificação dos jovens        | Classificação dos jovens | Classificação dos jovens |
| Ciclista                 | Ciclista                 | Equipe                          | Tempo                    |                          |
| ------------------------ | ------------------------ | ------------------------------- | ------------------------ | ------------------------ |
| 1.                       | Iván Ramiro Sosa         | Androni Giocattoli-Sidermec     | 19h00m37s                |                          |
| 2.                       | Miguel Flórez López      | Wilier Triestina-Selle Italia   | + 3m43s                  |                          |
| 3.                       | Rémy Rochas              | Delko-Marseille Provence-KTM    | + 5m13s                  |                          |
| 4.                       | Ibai Azurmendi           | Fundación Euskadi               | + 7m08s                  |                          |
| 5.                       | Joan Bou                 | Nippo-Vini Fantini-Europa Ovini | + 7m20s                  |                          |
| 6.                       | Gotzon Martín            | Fundación Euskadi               | + 12m27s                 |                          |
| 7.                       | Jonas Gregaard           | Astana                          | + 22m10s                 |                          |
| 8.                       | Patrick Gamper           | Polartec-Kometa                 | + 23m04s                 |                          |
| 9.                       | Diego Pablo Sevilla      | Polartec-Kometa                 | + 24m58s                 |                          |
| 10.                      | Jaime Castrillo          | Movistar Team                   | + 29m25s                 |                          |

### Classificação por equipas
| Classificação por equipes | Classificação por equipes       | Classificação por equipes | Classificação por equipes |
| Equipe                    | Equipe                          | Tempo                     |                           |
| ------------------------- | ------------------------------- | ------------------------- | ------------------------- |
| 1.                        | Sky                             | 57h06m32s                 |                           |
| 2.                        | Dimension Data                  | + 37s                     |                           |
| 3.                        | Caja Rural-Seguros RGA          | + 1m59s                   |                           |
| 4.                        | Burgos-BH                       | + 8m43s                   |                           |
| 5.                        | Nippo-Vini Fantini-Europa Ovini | + 11m00s                  |                           |
| 6.                        | Movistar Team                   | + 11m09s                  |                           |
| 7.                        | Euskadi Basque Country-Murias   | + 11m43s                  |                           |
| 8.                        | Delko-Marseille Provence-KTM    | + 12m04s                  |                           |
| 9.                        | Astana                          | + 14m54s                  |                           |
| 10.                       | Direct Énergie                  | + 21m48s                  |                           |

## Evolução das classificações
| Etapa                 | Vencedor              | Classificação geral | Classificação por pontos | Classificação da montanha | Classificação das metas volantes | Classificação dos jovens | Classificação por equipas |
| --------------------- | --------------------- | ------------------- | ------------------------ | ------------------------- | -------------------------------- | ------------------------ | ------------------------- |
| 1.ª                   | Francesco Gavazzi     | Francesco Gavazzi   | Francesco Gavazzi        | Pablo Torres              | Pablo Torres                     | Iván Ramiro Sosa         | Caja Rural-Seguros RGA    |
| 2.ª                   | Matteo Moschetti      | Jon Aberasturi      | Jon Aberasturi           | Pablo Torres              | Egoitz Fernández                 | Miguel Flórez López      | Caja Rural-Seguros RGA    |
| 3.ª                   | Miguel Ángel López    | Miguel Ángel López  | Jon Aberasturi           | Pablo Torres              | Pablo Torres                     | Iván Ramiro Sosa         | Dimension Data            |
| 4.ª                   | Carlos Barbero        | Miguel Ángel López  | Miguel Ángel López       | Pablo Torres              | Pablo Torres                     | Iván Ramiro Sosa         | Dimension Data            |
| 5.ª                   | Iván Ramiro Sosa      | Iván Ramiro Sosa    | Miguel Ángel López       | Iván Ramiro Sosa          | Pablo Torres                     | Iván Ramiro Sosa         | Sky                       |
| Classificações finais | Classificações finais | Iván Ramiro Sosa    | Miguel Ángel López       | Iván Ramiro Sosa          | Pablo Torres                     | Iván Ramiro Sosa         | Sky                       |

## UCI World Ranking
A Volta a Burgos outorga pontos para o UCI Europe Tour de 2018 e o UCI World Ranking, este último para corredores das equipas nas categorias UCI WorldTeam, Profissional Continental e Equipas Continentais. As seguintes tabelas mostram o barómetro de pontuação e os 10 corredores que obtiveram mais pontos:
| Posição             | 1.º | 2.º | 3.º | 4.º | 5.º | 6.º | 7.º | 8.º | 9.º | 10.º | 11.º | 12.º | 13.º | 14.º | 15.º | 16.º-30.º | 31.º-40.º |
| Classificação geral | 200 | 150 | 125 | 100 | 85  | 70  | 60  | 50  | 40  | 35   | 30   | 25   | 20   | 15   | 10   | 5         | 3         |
| Por etapa           | 20  | 10  | 5   |     |     |     |     |     |     |      |      |      |      |      |      |           |           |
| Líder               | 5   |     |     |     |     |     |     |     |     |      |      |      |      |      |      |           |           |

| Classificação | Classificação      | Classificação               | Classificação | Classificação | Classificação | Classificação |
| Posição       | Ciclista           | Equipa                      | Geral         | Etapa         | Líder         | Total         |
| ------------- | ------------------ | --------------------------- | ------------- | ------------- | ------------- | ------------- |
| 1.º           | Iván Ramiro Sosa   | Androni Giocattoli-Sidermec | 200           | 30            | -             | 230           |
| 2.º           | Miguel Ángel López | Astana                      | 150           | 30            | 10            | 190           |
| 3.º           | David de la Cruz   | Sky                         | 125           | 5             | -             | 130           |
| 4.º           | Igor Antón         | Dimension Data              | 100           | -             | -             | 100           |
| 5.º           | Tao Geoghegan Hart | Sky                         | 85            | -             | -             | 85            |
| 6.º           | Sergio Pardilla    | Caja Rural-Seguros RGA      | 70            | 5             | -             | 75            |
| 7.º           | Merhawi Kudus      | Dimension Data              | 60            | -             | -             | 60            |
| 8.º           | Sebastián Henao    | Sky                         | 50            | -             | -             | 50            |
| 9.º           | Louis Meintjes     | Dimension Data              | 40            | -             | -             | 40            |
| 10.º          | Kenny Elissonde    | Sky                         | 35            | -             | -             | 35            |